# Alessandra di Sassonia-Altenburg
Alessandra Iosifovna di Russia, nata Principessa Alessandra Federica Enrichetta di Sassonia-Altenburg (Altenburg, 8 luglio 1830 – San Pietroburgo, 6 luglio 1911), era la quinta figlia femmina di Giuseppe, Duca di Sassonia-Altenburg e della Duchessa Amalia di Württemberg.

## Famiglia d'origine
Suo padre era il duca Giuseppe di Sassonia-Altenburg, figlio del duca Federico di Sassonia-Hildburghausen (di Sassonia-Altenburg dal 1826) e della duchessa Carlotta di Meclemburgo-Strelitz; sua madre era la principessa Amalia di Württemberg, figlia del principe Ludovico Federico Alessandro di Württemberg e della duchessa Enrichetta di Nassau-Weilburg

## Matrimonio

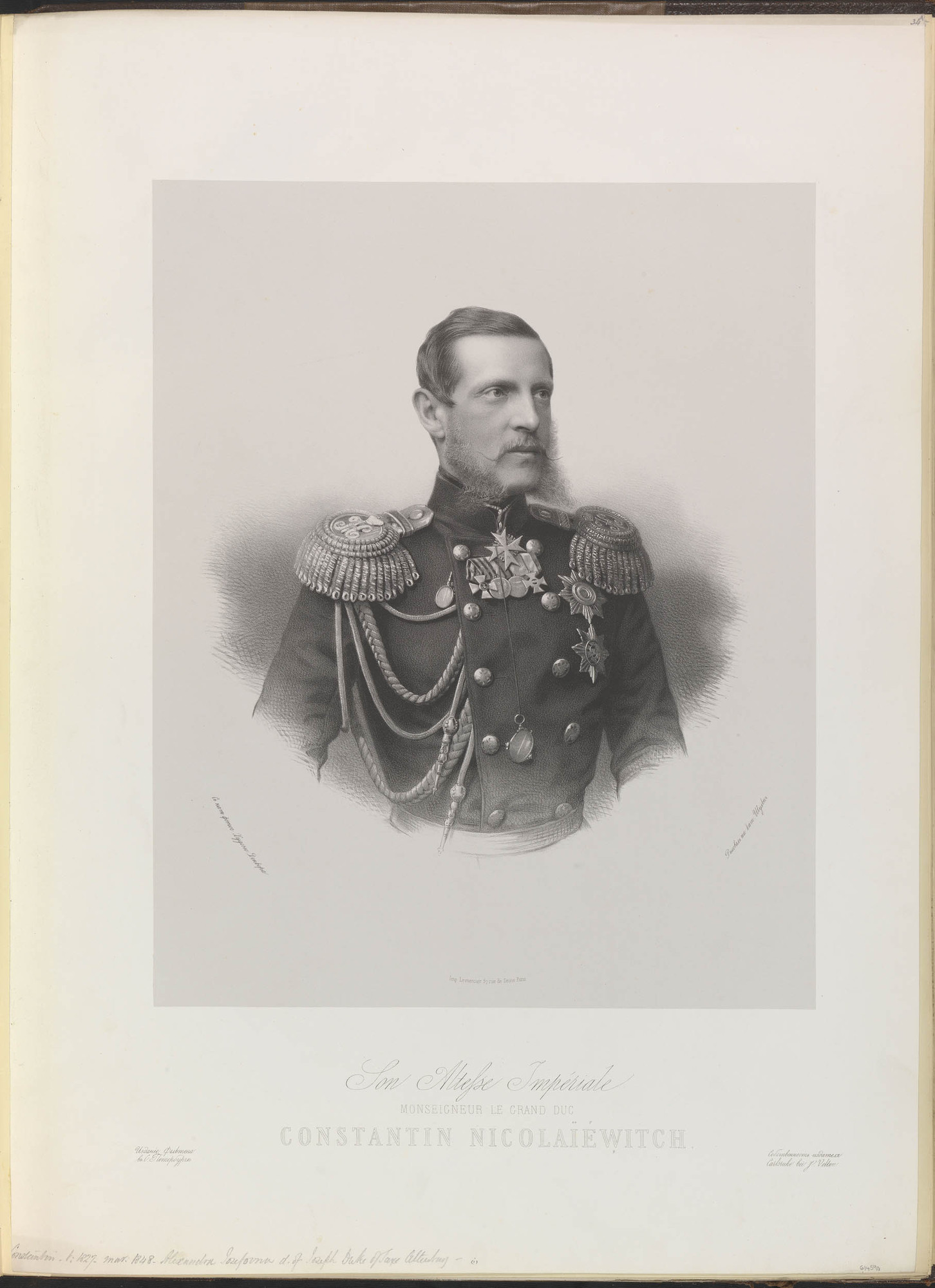
Konstantin Nikolaevič nel 1865

Nell'estate del 1846, incontro' il granduca Konstantin Nikolaevič di Russia, figlio dello zar Nicola I di Russia e della zarina Aleksandra Fёdorovna, nata Carlotta di Prussia, durante la sua visita ad Altenburg.
Costantino soggiornò per un paio di giorni al castello del padre di Alessandra. La sua visita era stata organizzata dalla zia di Alessandra, la granduchessa Elena Pavlovna, nata principessa di Württemberg. Elena e la madre di Alessandra erano entrambe discendenti di Federico II Eugenio, duca di Württemberg. Elena era sposata con il granduca Michail Pavlovič Romanov, fratello minore dello zar Nicola I. Elena Pavlovna era quindi zia di Costantino attraverso il suo matrimonio e zia di Alessandra per nascita. Elena aveva una forte influenza su Costantino, che ne ammirava l'intelligenza e le idee progressiste. Aveva interessi letterari ed musicali, fondò il Conservatorio di San Pietroburgo, e il giovane Costantino spesso trascorse del tempo a casa di Elena a San Pietroburgo.
Costantino era intellettuale e liberale, mentre Alessandra era conservatrice e piuttosto vivace. Anche se il loro temperamento era differente, entrambi avevano un interesse comune per la musica, e si divertivano a fare duetti al pianoforte. Costantino fu affascinato dalla bellezza giovanile di Alessandra: era alta, snella e attraente. Se ne infatuò subito ed era impaziente di sposarla "Non so cosa sta succedendo in me. È come se io fossi una persona completamente nuova. Solo il pensiero mi commuove, una sola immagine riempie i miei occhi:.. sempre e solo lei, il mio angelo, il mio universo. Credo di essermi davvero innamorato. Tuttavia, ciò che può significare? la conosco solo da poche ore e sono già sento la passione in me". Aveva solo sedici anni e Costantino diciannove, quando si fidanzarono, ma dovettero aspettare due anni prima di potersi sposare.
Alessandra arrivò in Russia il 12 ottobre 1847, e fu accolta da molto clamore e feste popolari, con folle festanti lungo le strade e sui balconi. Nel mese di febbraio 1848, Alessandra si convertì all'ortodossia, prendendo il nome di Alexandra Iosifovna.
Alexandra e Costantino sposarono nel Palazzo d'Inverno a San Pietroburgo, l'11 settembre 1848. Costantino ricevette il Palazzo di Marmo di San Pietroburgo come regalo di nozze dei suoi genitori.
Dal matrimonio nacquero:
- Nikolaj Konstantinovič (1850-1918), esiliato in Asia Centrale, ebbe dei figli illegittimi.
- Ol'ga Konstantinovna Romanova (1851-1926), regina dei Greci.
- Vera Konstantinovna (1854-1912), duchessa del Wurtenburg
- Konstantin Konstantinovič (1858-1915), poeta e intellettuale, ebbe eredi
- Dmitrij Konstantinovič (1860-1919), militare di carriera, scapolo
- Vjačeslav Konstantinovič (1862-1879), morto di infiammazione cerebrale.

Un anno dopo il loro matrimonio Costantino ereditò il palazzo di Pavlovsk, situato a 19 km a sud di San Pietroburgo, da suo zio il granduca Michael Pavlovič.

## Crisi familiare

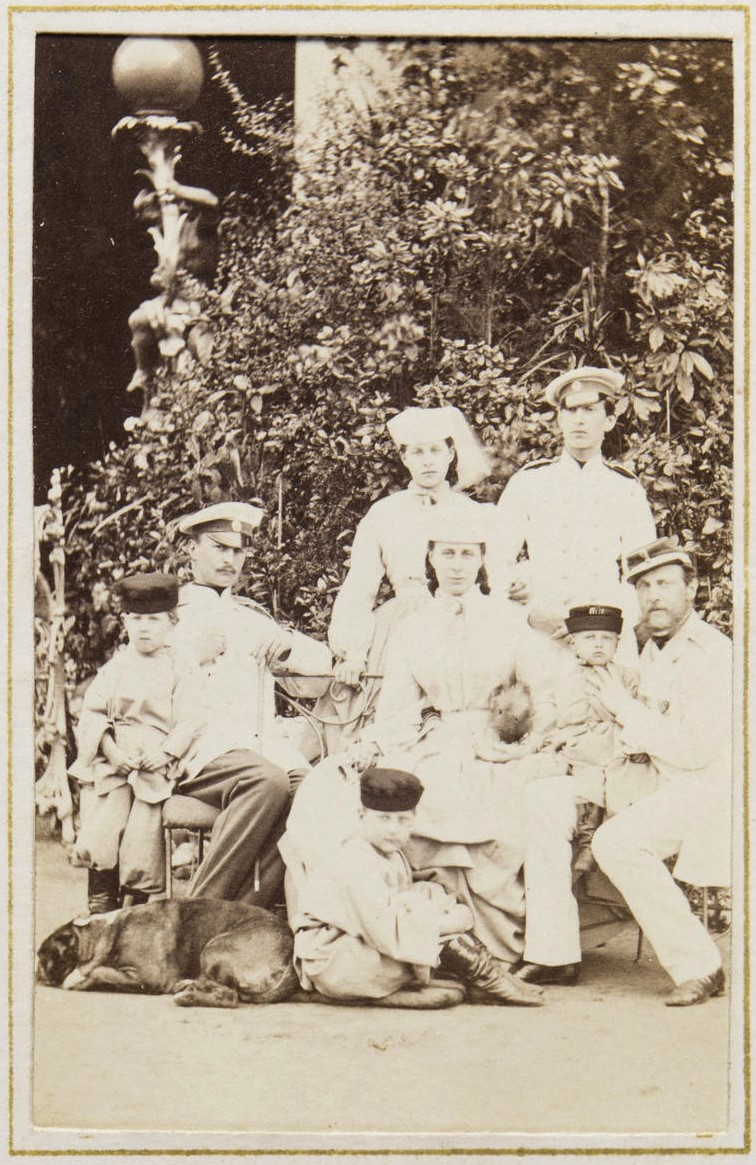
Costantino e Alessandra con i loro figli nel 1860.

Nel 1867, la figlia maggiore di Alexandra, Olga, sposò il re Giorgio I di Grecia. Aveva solo sedici anni, e Costantino era inizialmente riluttante che lei si sposasse così giovane. Nel mese di luglio 1868, nacque il primo figlio di Olga e venne chiamato Costantino in onore di suo nonno. L'inizio della famiglia della figlia ha coinciso con l'inizio della crisi del matrimonio dei suoi genitori.
Anche se aveva solo 40 anni, Costantino ne dimostrava di più a causa delle lotte e travagli del precedente decennio-navale e delle riforme giudiziarie e la liberazione dei servi della gleba. Dopo venti anni di matrimonio si era allontanato dalla moglie. Alessandra era conservatrice mentre il marito era liberale, e lei era occupata con la sua società e con il suo interesse per il misticismo. Presto, Costantino si rivolse altrove per l'intimità sessuale.
Alla fine del 1860, Costantino intraprese una relazione e concepì una figlia illegittima, Maria Condousso. Nel 1880, Maria fu inviata in Grecia, poi servì come dama di compagnia alla sua sorellastra, la regina Olga e sposò un banchiere greco.
Poco dopo la nascita di Maria, Costantino ebbe una nuova amante. Intorno al 1868, iniziò infatti una relazione con Vasil'evna Anna Kuznetsova, una giovane ballerina dal Conservatorio di San Pietroburgo. Lei era la figlia illegittima della ballerina Tatyana Markyanovna Kuznetsova e dell'attore Vasily Andreyevich Karatygin. Anna era vent'anni più giovane di Costantino e nel 1873 ha dato alla luce il primo di quattro figli. Le comprò una grande, confortevole dacia nella sua tenuta di Pavlovsk. Con questo atto Costantino ha dato munizioni ai suoi nemici politici, e la società russa reagì allo scandalo, schierandosi con la moglie sofferente, Alexandra, che ha cercato di comportarsi con dignità. 
Nel 1874, scoppiò un altro scandalo. Il figlio primogenito, il granduca Nikolaj Konstantinovič, che aveva vissuto una vita dissipata e aveva idee rivoluzionarie, aveva rubato tre diamanti preziosi da un'icona nella camera da letto di Alexandra con l'aiuto dalla sua amante, una cortigiana americana. Venne riconosciuto colpevole, venne dichiarato pazzo e bandito per la vita in Asia centrale. Alexandra ha subito un altro duro colpo quando, nel 1879, il figlio più piccolo, Vjačeslav, morì improvvisamente per una emorragia cerebrale.

## Ultimi anni e morte
Nel mese di giugno 1889, la diciottenne Alessandra di Grecia, nipote di Alexandra, arrivò in Russia per sposare il Granduca Paolo, fratello minore dello zar Alessandro III. Verso la fine delle celebrazioni nuziali, Costantino venne colpito da un ictus. Un altro ne seguì nel mese di agosto 1889, che non lo lasciò in grado di camminare o parlare.
Per i restanti tre anni della sua vita Costantino visse con la moglie nel suo palazzo di Pavlovsk. Egli era confinato su una sedia a rotelle, e Alexandra fece in modo che gli fosse negato ogni contatto con la sua amante e con figli illegittimi. Il nipote di Alexandra, Cristoforo di Grecia, scrisse nelle sue memorie che Costantino divenne così frustrato di essere sotto il costante controllo di Alexandra che un giorno la afferrò per i capelli e la picchiò con il suo bastone. 
Quando Costantino morì, nel gennaio del 1892, Alexandra permise alla sua amante di pregare al suo capezzale.
Alexandra morì il 6 luglio 1911 e venne sepolta al fianco del marito nella Cattedrale di Pietro e Paolo.

## Albero genealogico
|                                             |                                    |                                           | Genitori                                               |  |  | Nonni |  |  | Bisnonni                                        |  |  | Trisnonni                                      |  |
|                                             |                                    |                                           |                                                        |  |  |       |  |  | Ernesto Federico III di Sassonia-Hildburghausen |  |  | Ernesto Federico II di Sassonia-Hildburghausen |  |
|                                             |                                    |                                           |                                                        |  |  |       |  |  | Ernesto Federico III di Sassonia-Hildburghausen |  |  | Ernesto Federico II di Sassonia-Hildburghausen |  |
|                                             |                                    | Carolina di Erbach-Fürstenau              |                                                        |  |  |       |  |  | Ernesto Federico III di Sassonia-Hildburghausen |  |  |                                                |  |
| Federico di Sassonia-Altenburg              |                                    |                                           |                                                        |  |  |       |  |  | Ernesto Federico III di Sassonia-Hildburghausen |  |  |                                                |  |
|                                             |                                    | Ernestina Augusta di Sassonia-Weimar      | Ernesto Augusto I di Sassonia-Weimar                   |  |  |       |  |  |                                                 |  |  |                                                |  |
|                                             |                                    | Ernestina Augusta di Sassonia-Weimar      | Ernesto Augusto I di Sassonia-Weimar                   |  |  |       |  |  |                                                 |  |  |                                                |  |
|                                             |                                    | Ernestina Augusta di Sassonia-Weimar      | Sofia Carlotta di Brandenburgo-Bayreuth                |  |  |       |  |  |                                                 |  |  |                                                |  |
| Giuseppe di Sassonia-Altenburg              |                                    | Ernestina Augusta di Sassonia-Weimar      |                                                        |  |  |       |  |  |                                                 |  |  |                                                |  |
|                                             |                                    | Carlo II di Meclemburgo-Strelitz          | Carlo Ludovico Federico di Meclemburgo-Strelitz        |  |  |       |  |  |                                                 |  |  |                                                |  |
|                                             |                                    | Carlo II di Meclemburgo-Strelitz          | Carlo Ludovico Federico di Meclemburgo-Strelitz        |  |  |       |  |  |                                                 |  |  |                                                |  |
|                                             |                                    | Carlo II di Meclemburgo-Strelitz          | Elisabetta Albertina di Sassonia-Hildburghausen        |  |  |       |  |  |                                                 |  |  |                                                |  |
| Carlotta di Meclemburgo-Strelitz            |                                    | Carlo II di Meclemburgo-Strelitz          |                                                        |  |  |       |  |  |                                                 |  |  |                                                |  |
|                                             |                                    | Federica Carolina Luisa d'Assia-Darmstadt | Giorgio Guglielmo d'Assia-Darmstadt                    |  |  |       |  |  |                                                 |  |  |                                                |  |
|                                             |                                    | Federica Carolina Luisa d'Assia-Darmstadt | Giorgio Guglielmo d'Assia-Darmstadt                    |  |  |       |  |  |                                                 |  |  |                                                |  |
|                                             |                                    | Federica Carolina Luisa d'Assia-Darmstadt | Maria Luisa Albertina di Leiningen-Dagsburg-Falkenburg |  |  |       |  |  |                                                 |  |  |                                                |  |
| Alessandra di Sassonia-Altenburg            |                                    | Federica Carolina Luisa d'Assia-Darmstadt |                                                        |  |  |       |  |  |                                                 |  |  |                                                |  |
|                                             | Federico II Eugenio di Württemberg | Carlo I Alessandro di Württemberg         |                                                        |  |  |       |  |  |                                                 |  |  |                                                |  |
|                                             | Federico II Eugenio di Württemberg | Carlo I Alessandro di Württemberg         |                                                        |  |  |       |  |  |                                                 |  |  |                                                |  |
|                                             | Federico II Eugenio di Württemberg | Maria Augusta di Thurn und Taxis          |                                                        |  |  |       |  |  |                                                 |  |  |                                                |  |
| Ludovico Federico Alessandro di Württemberg | Federico II Eugenio di Württemberg |                                           |                                                        |  |  |       |  |  |                                                 |  |  |                                                |  |
|                                             |                                    | Federica Dorotea di Brandeburgo-Schwedt   | Federico Guglielmo di Brandeburgo-Schwedt              |  |  |       |  |  |                                                 |  |  |                                                |  |
|                                             |                                    | Federica Dorotea di Brandeburgo-Schwedt   | Federico Guglielmo di Brandeburgo-Schwedt              |  |  |       |  |  |                                                 |  |  |                                                |  |
|                                             |                                    | Federica Dorotea di Brandeburgo-Schwedt   | Sofia Dorotea di Prussia                               |  |  |       |  |  |                                                 |  |  |                                                |  |
| Amalia di Württemberg                       |                                    | Federica Dorotea di Brandeburgo-Schwedt   |                                                        |  |  |       |  |  |                                                 |  |  |                                                |  |
|                                             |                                    | Carlo Cristiano di Nassau-Weilburg        | Carlo Augusto di Nassau-Weilburg                       |  |  |       |  |  |                                                 |  |  |                                                |  |
|                                             |                                    | Carlo Cristiano di Nassau-Weilburg        | Carlo Augusto di Nassau-Weilburg                       |  |  |       |  |  |                                                 |  |  |                                                |  |
|                                             |                                    | Carlo Cristiano di Nassau-Weilburg        | Augusta Federica Guglielmina di Nassau-Idstein         |  |  |       |  |  |                                                 |  |  |                                                |  |
| Enrichetta di Nassau-Weilburg               |                                    | Carlo Cristiano di Nassau-Weilburg        |                                                        |  |  |       |  |  |                                                 |  |  |                                                |  |
|                                             |                                    | Carolina d'Orange-Nassau                  | Guglielmo IV di Orange-Nassau                          |  |  |       |  |  |                                                 |  |  |                                                |  |
|                                             |                                    | Carolina d'Orange-Nassau                  | Guglielmo IV di Orange-Nassau                          |  |  |       |  |  |                                                 |  |  |                                                |  |
|                                             |                                    | Carolina d'Orange-Nassau                  | Anna di Hannover                                       |  |  |       |  |  |                                                 |  |  |                                                |  |
|                                             |                                    | Carolina d'Orange-Nassau                  |                                                        |  |  |       |  |  |                                                 |  |  |                                                |  |